# Irogonus reniformis
Irogonus reniformis är en mångfotingart som beskrevs av Loomis 1964. Irogonus reniformis ingår i släktet Irogonus och familjen Fuhrmannodesmidae. Inga underarter finns listade i Catalogue of Life.